# Waverly (Wirginia)
Waverly – miasto w Stanach Zjednoczonych, w stanie Wirginia, w hrabstwie Sussex.